# Pseudis bolbodactyla
Pseudis bolbodactyla là một loài ếch thuộc họ Nhái bén.
Đây là loài đặc hữu của Brasil.
Môi trường sống tự nhiên của chúng là xavan khô, xavan ẩm, vùng cây bụi ẩm khu vực nhiệt đới hoặc cận nhiệt đới, đồng cỏ nhiệt đới hoặc cận nhiệt đới vùng ngập nước hoặc lụt theo mùa, đầm nước, hồ nước ngọt, đầm nước ngọt, khu vực trữ nước, và ao.
Chúng hiện đang bị đe dọa vì mất môi trường sống.

## Hình ảnh

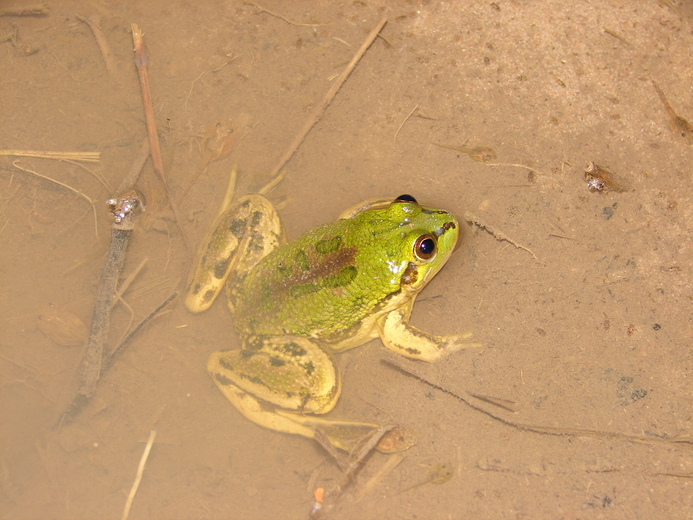
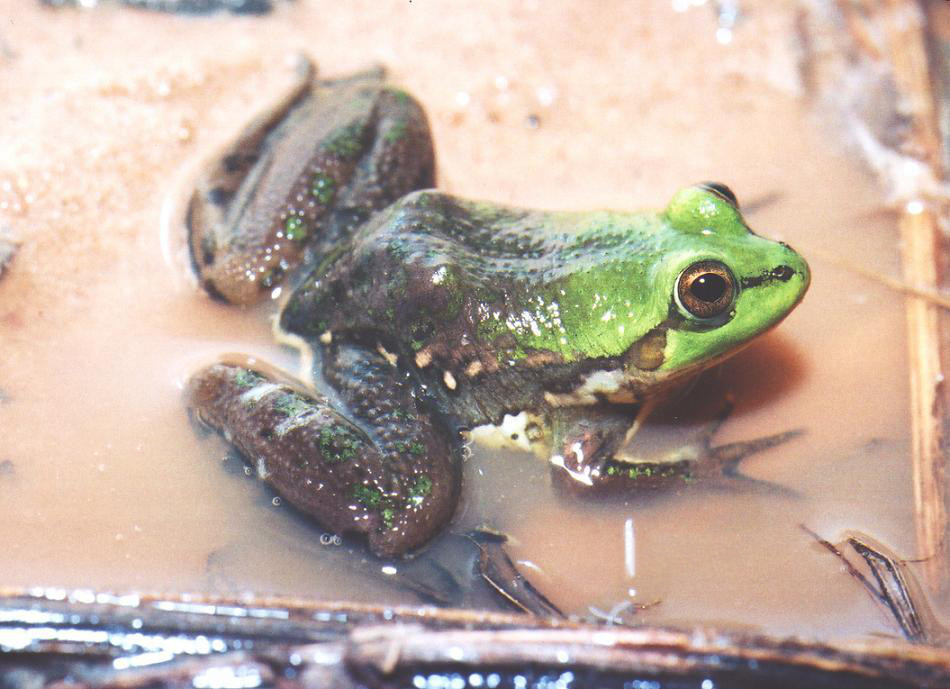
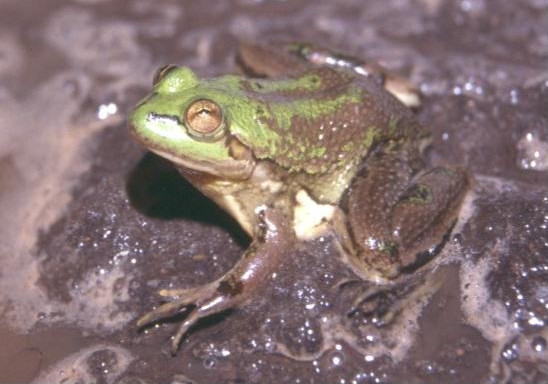